# آلپ کوتیوس (استان رومی)
استان آلپ کوتیوس (به لاتین: Provincia Alpes Cottiae) از استان‌های امپراتوری روم بود. این استان به همراه سه استان کوچک دیگر منطقه کوهستان آلپ بین فرانسه و ایتالیا امروزی را پوشش می‌دادند. نام این استان امروزه در نام رشته کوه آلپ کوتیوس به جای مانده‌است. در دوران باستان، مهم‌ترین وظیفه استان آلپ کوتیوس پاسداری از شاهراه‌های ارتباطی در گردنه‌های آلپ بود.
خاستگاه این استان پادشاهی تحت کنترل دنوس، فرمانروای قبایل محلی لیگوری منطقه در میانه‌های سده یکم میلادی بود و این استان نام خود را از پسر و جانشین دنوس یعنی مارکوس یولیوس کوتیوس گرفته‌است. قلمرو کوتیوس در دوران امپراتوری آگوستوس ضمیمه امپراتوری روم شد.